# Brio

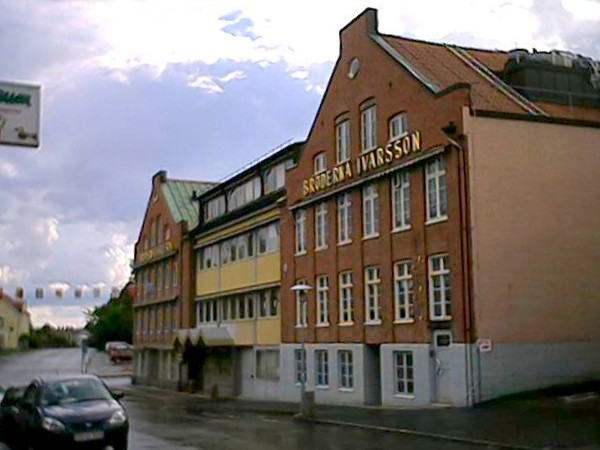
A BRIO épülete Osby központjában

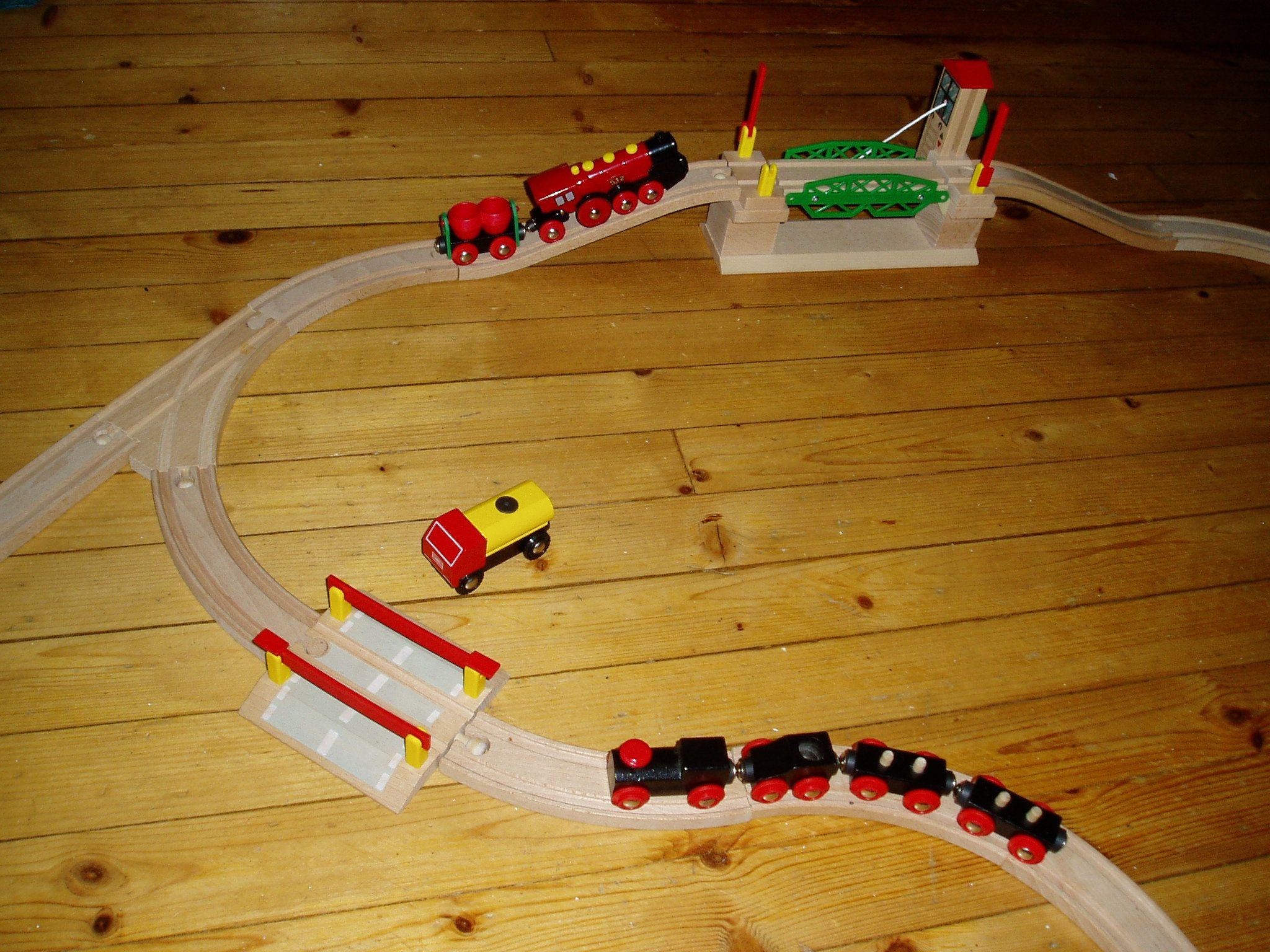
Brio favonatok

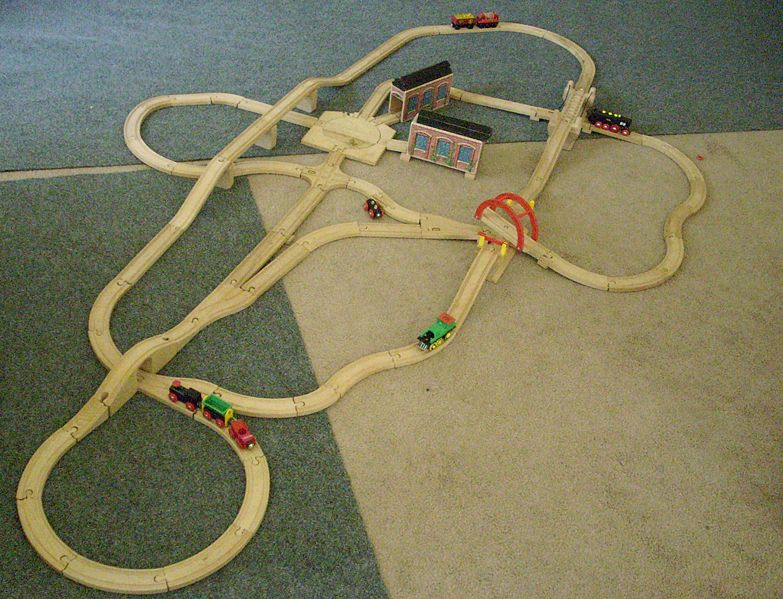
BRIO vasútpálya BRIO vonatokkal

A BRIO egy fajátékokat készítő cég, amelyet Svédországban alapítottak. A céget a Boalt nevű kisvárosban (Skåne tartomány) alapította 1884-ben Ivar Bengtsson kosárfonó. A cég sokáig  Osbyban, Dél-Svédországban volt. 1908-ban Ivar három fia átvette az irányítást, és megalapította a BRIO-t. A név mozaikszó: BRöderna („testvérek”) Ivarsson Osby. 2006-ban a cég átköltöztette központját Malmőbe.

## Lekoseum
1984-ben Osby központjában a cég megalapította a BRIO Lekoseum játékmúzeumot, amely bemutatja a cég és más cégek termékeit (mint például a Barbie babák és a Märklin vasútmodellek). A gyerekek játszhatnak a játékokkal. 2014 nyarának vége óta a múzeum független alapítványként működik, így a hivatalos neve már csak Lekoseum.

## Termékek
A BRIO a fából készült játékvonatokról híres, amelyeket 1958 óta árul. A legtöbb nem motorizált, és kisebb gyerekek számára is alkalmas játékra. A szerelvények mágnessel kapcsolódnak össze, és könnyen befolyásolható az útjuk; az utóbbi években a tartományt kibővítették elemes, távirányítós és ,,intelligens pálya” vezérlő motorokkal.
A BRIO felhatalmazza Thomas, a gőzmozdony favonatok forgalmazását Európa néhány részén, de Mattel fenntartja a jogot Thomas a Gőzmozdonyra az Egyesült Államokban. Sok versenytárs, mint Whittle Shortline olyan termékeket gyártanak, amelyek kompatibilisek a BRIO termékekkel.
A BRIO cég BRIO-Mech építőkészleteket is árul. Hosszú, vékony fadarabok egyenletesen elosztott lyukakkal kapcsolódnak egymáshoz különböző műanyagból készült rögzítők segítségével. A gyerekek szilárd és komplikált konstrukciókat építhetnek.
A BRIO Theodore Tugboat játékokat is adott el. Amelyeket piacra is dobtak, azok a vontatóhajók, a Diszpécser, Benjamin Bridge, Chester a tartályhajó, Barrington és a Bonavista bárkák voltak. Három játék került a megszűntek közé 2000-ben, a műsor megszüntetése előtt egy évvel.
Az 1960-as években a BRIO babaházakat és babaházhoz készült bútorokat gyártott. A bútorok némelyike nagyon keresett a gyűjtők körében, mivel Arne Jacobsen dán tervező miniatűr reprodukcióit tartalmazza. A darabok közé tartozik a "tojás" szék, a "7-es sorozat" szék és a "hattyú" kanapé.
Ezenkívül az Alga leányvállalata egyike azon öt vállalatnak, amelyek egyszerre gyártották a fizikai ügyességi játékot, a Crossbows and Catapultsot.

## A cég legutóbbi tevékenységei
A thaiföldi Plantoys 2001-2002 között közös vállalat volt a BRIO-val, és emellett jelen volt a Brio akkori katalógusában. 2004-ben a svéd befektetési társaság, a Proventus a Brio legnagyobb részvényese lett a szavazatok több mint 40%-ával. Ugyanebben az évben a svédországi BRIO a termelés nagy részét három gyárba helyezte át Kuangtung tartományba, Kínába.
A 2008. január–decemberi, 2009. február 17-én bemutatott pénzügyi kimutatás a vállalat likviditására vonatkozó pénzügyi problémákról szólt. 2009. március 11-én a társaság a "BRIO pénzügyileg felújított" részvénytőkéje több mint 300 millió svéd koronával erősödött..
A BRIO-t a Ravensburger csoport vásárolta fel 2015. január 8-án.

## Fordítás
- Ez a szócikk részben vagy egészben  a   Brio (company) című angol Wikipédia-szócikk ezen változatának fordításán alapul.  Az eredeti cikk szerkesztőit annak laptörténete sorolja fel. Ez a jelzés csupán a megfogalmazás eredetét és a szerzői jogokat jelzi, nem szolgál a cikkben szereplő információk forrásmegjelöléseként.